# Bolle (Supermarkt)

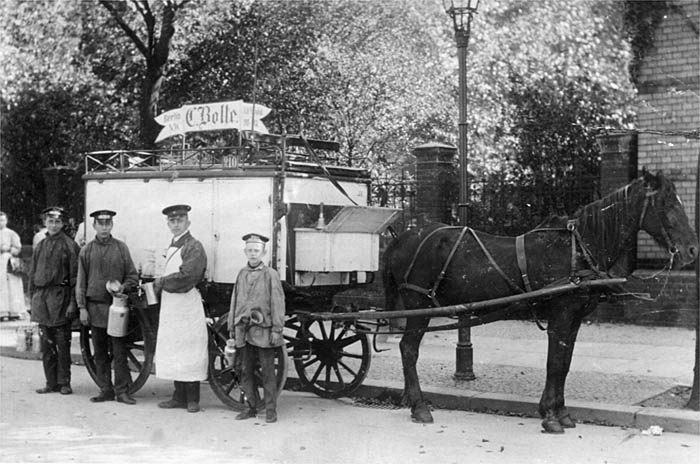
Eines der typischen Pferdefuhrwerke, aus denen heraus am Ende des 19. Jahrhunderts Milch und Milchprodukte auf Berlins Straßen verkauft wurden

Bolle war eine traditionsreiche Supermarktkette in Berlin, die aus der Meierei C. Bolle (gegründet von Carl Bolle) hervorging, nachdem diese 1917 von der Familie Werhahn übernommen worden war. Die Märkte wurden 2008 von der Metro AG an die Rewe Group verkauft und bis 2011 auf Rewe umgeflaggt.

## Geschichte

### Anfänge (1917–1969)
Die 1917 von der Familie Werhahn erworbene Molkerei in Berlin-Tiergarten wurde im Laufe der nächsten Jahre zu einem reinen Lebensmitteleinzelhändler umgebaut. 1968 konnte der Prozess der Umstellung auf die Selbstbedienung abgeschlossen werden, die Meierei schloss ein Jahr später.

### Expansion und erster Verkauf (1970–1987)
Bereits 1970 betrieb man in Berlin rund 100, in Hamburg und Umgebung 20 Supermärkte. Als einer der weiteren Expansionsschritte übernahm man im März 1970 14 Märkte des Unternehmens Thams & Garfs (auch Thaga genannt). Mit der Übernahme erhöhte sich die Anzahl der Beschäftigten im Hamburger Raum und Umland von 470 auf 620.

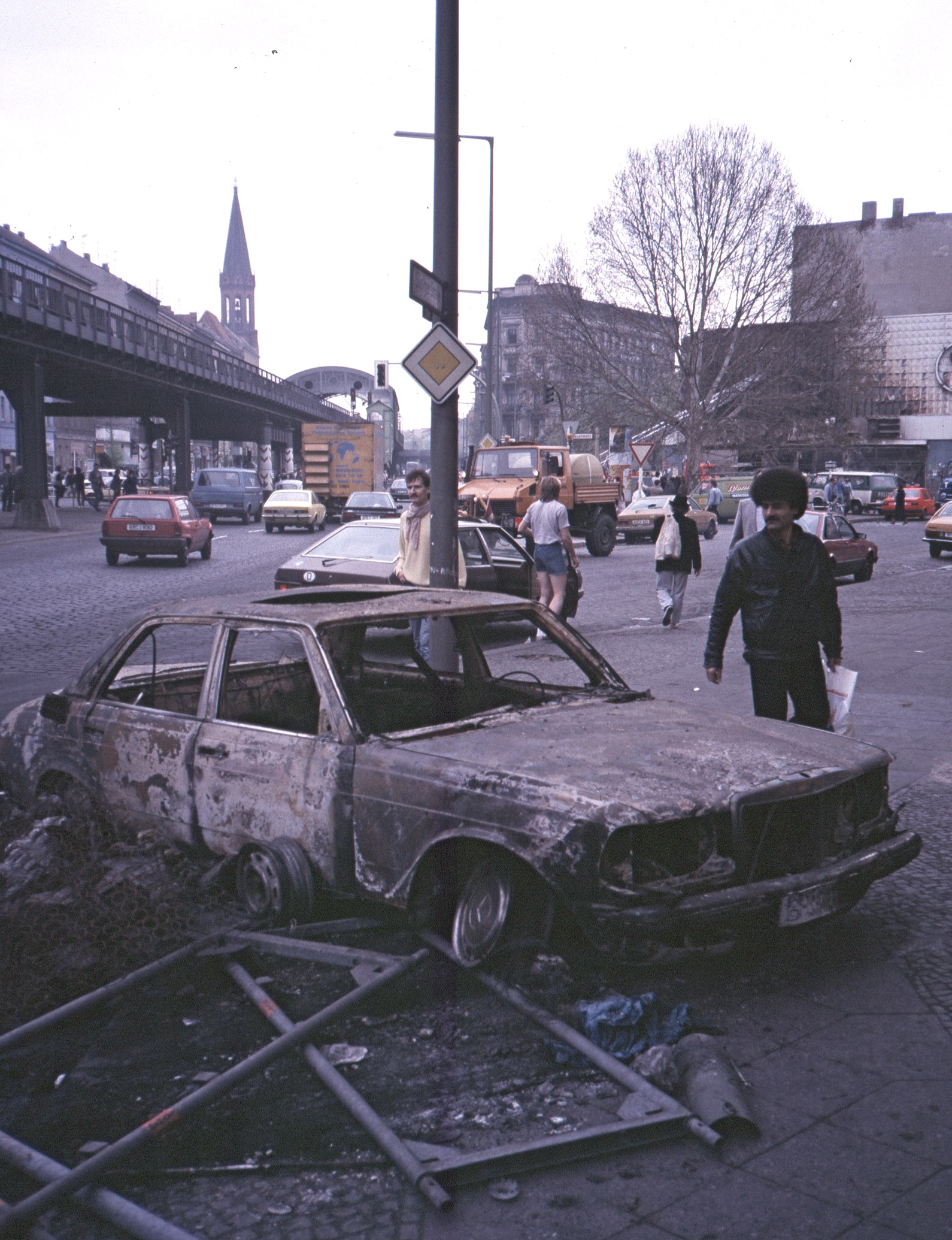
Skalitzer Straße mit ausgebranntem Bolle-Supermarkt, 2. Mai 1987

Mit der Übernahme der Safeway-Supermärkte zum 1. August 1985 expandierte die zu diesem Zeitpunkt C. Bolle Meierei KG genannte und in Glinde hauptansässige Gesellschaft weiter nach Norddeutschland. Safeway betrieb zu diesem Zeitpunkt 36 Filialen und erwirtschaftete einen Umsatz von vermutlich 340 Millionen Mark, während der Umsatz von Bolle zur gleichen Zeit auf gut 200 Millionen Mark geschätzt wurde. Neben Bolle wurde der Namen ‚Safeway‘ zum Teil beibehalten.
Bundesweit bekannt wurde Bolle, als am 1. Mai 1987 am Görlitzer Bahnhof im Berliner Bezirk Kreuzberg eine Filiale geplündert und anschließend angezündet wurde (siehe: Erster Mai in Kreuzberg).
Im Mai 1987 betrieb man 74 Bolle- und Safeway-Filialen in Hamburg. Mit dem Verkauf des gesamten Supermarktportfolios 1987/1988 an Schweizer Banken beendete die Familie Werhahn ihre Tätigkeiten im Lebensmitteleinzelhandel, wodurch auch Bolle den Eigentümer wechselte. Die in Frankfurt am Main ansässige co op AG wollte die 120 Berliner Märkte sowie die 72 Bolle- und Safeway-Märkte in Hamburg und Umgebung pachten. Im Februar 1988 wurde der Verkauf an die co op AG der zu diesem Zeitpunkt 80 Bolle- und Safeway- in Hamburg existierenden Märkte genehmigt. Der Verkaufspreis wurde auf 500 Millionen Mark geschätzt. Aufgrund möglicher Marktkonzentration gab es im Betriebsrat Sorgen vor Stellenstreichungen und Entlassungen, diese blieben allerdings vorerst aus. Im Februar 1989 betrieb man 52 Bolle- und Safeway-Märkte in Hamburg und Umgebung. Durch den Ende der 1980er Jahre aufgedeckten Co op-Skandal kam es zur Zerschlagung des Unternehmens und seiner Tochtergesellschaften.

### Fortbestand nach Coop-Skandal (1989–1996)
Im August 1989 waren von den in Hamburg zuletzt befindlichen 187 Märkten bereits fünf geschlossen worden, 18 weitere, darunter ca. sieben Bolle- bzw. Safeway-Filialen, sollten folgen. Zu diesem Zeitpunkt bestand nur noch bei Bolle und Safeway ein Betriebsrat.
Die in Hamburg befindlichen Märkte der co op Nord, darunter auch die Bolle-Märkte in der Hansestadt wurden mit Wirkung zum 1. Oktober 1990 an die co op Schleswig-Holstein (die heutige Coop eG) sowie die co op Dortmund-Kassel (die spätere KG Dortmund-Kassel) verkauft, wobei die co op Schleswig-Holstein mit 75,1 % die Mehrheit an den Märkten hielt. Am 28. August 1990 wurde dabei das Konzept der im Joint-Venture gegründeten Pro Verbraucher-Handels-GmbH auf einer Betriebsversammlung den Mitarbeitern vorgestellt. Die Märkte schlossen an diesem Tag bereits um 17 Uhr.
Im Jahr 1990 übernimmt die Meierei Bolle AG den Berliner Filialisten Butter Hoffmann. Die West-Berliner Märkte wurden indes bereits im Juli 1990 von der Ost-Berliner Konsumgenossenschaft Berlin übernommen, 1991 jedoch bereits wieder zur Hälfte abgestoßen, die Märkte wechselten in den Besitz der Asko Deutsche Kaufhaus AG. Anfang März 1992 führte Bolle die Handelsmarke Tip ein, die zuvor bereits u. a. bei Real-Kauf geführt wurde. Ab April 1994 kam es bei den inzwischen komplett zur Asko gehörenden 123 Filialen zu einem Stellenabbau. Rund 600 Mitarbeiter wurden entlassen. Im November 1995 wurden 66 dieser Supermärkte von Spar übernommen und bis Ende 1996 auf die Spar-Vertriebslinien, die restlichen 34 Filialen von der Metro AG, auf die inzwischen die Asko verschmolzen war, auf Extra und Tip umgeflaggt.
Auch die Hamburger Märkte wurden bis Ende 1996 auf die beiden Pro-Vertriebslinien Pro oder Safeway umgeflaggt. Im März 1996 bestanden in der Hansestadt noch acht Filialen mit dem Namen Bolle.

### Neustart unter der Metro AG und Auflösung (2001–2011)

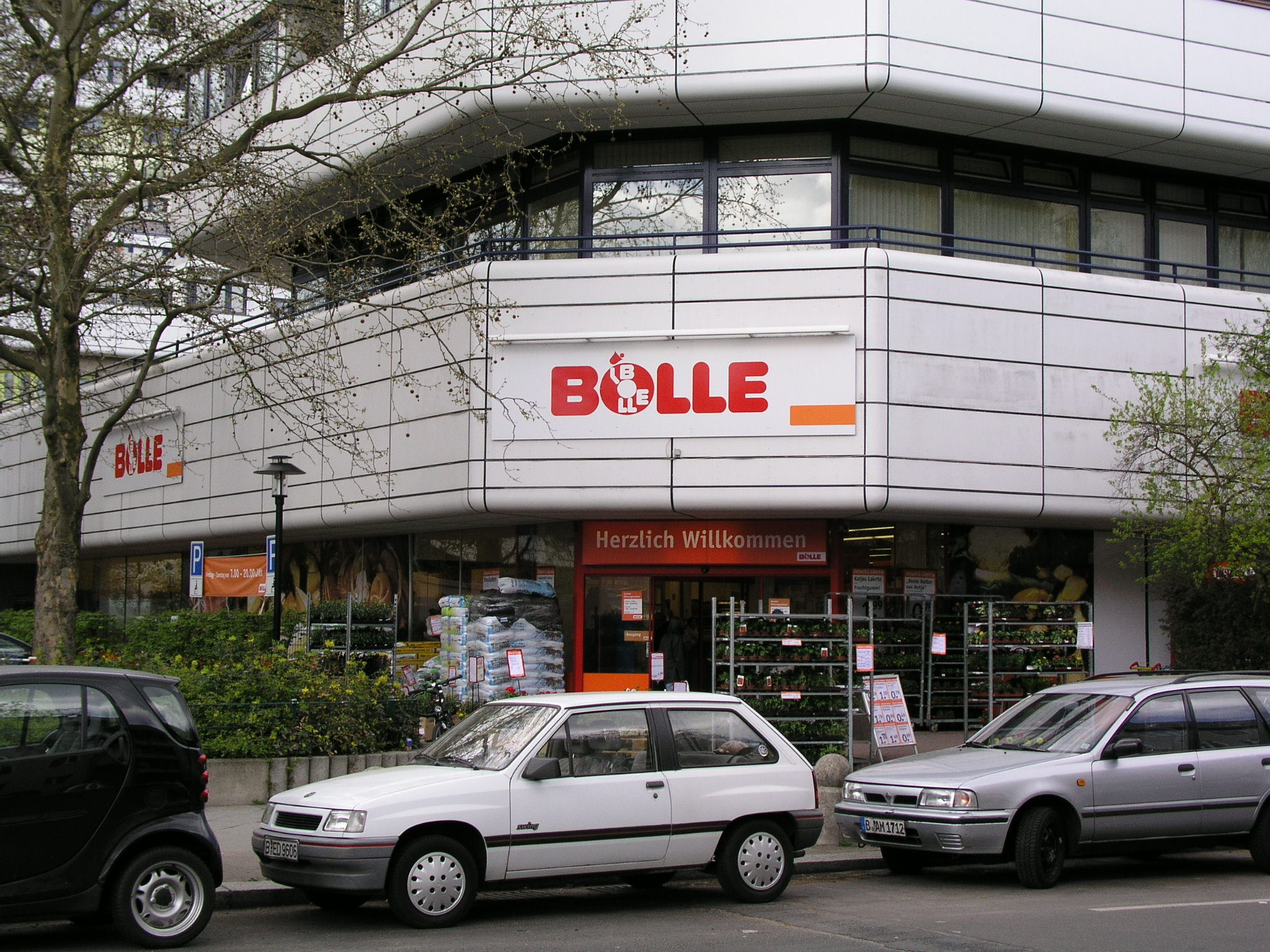
Supermarkt in der Schlangenbader Straße im Jahr 2006

Von 2001 bis 2011 existierten mehrere Filialen in Berlin, bei denen es sich um umbenannte Extra-Märkte handelte, die von selbstständigen Kaufleuten betrieben und auch das Extra-Sortiment führten. Als erster umgebaute Markt fungierte dabei der Markt am Rüdesheimer Platz in Wilmersdorf, der am 11. Juni 2001 als Bolle neu eröffnet wurde. Im Juli 2004 war die Metro AG mit 40 Extra- und Bolle-Filialen in Berlin vertreten. 2008 wurden diese Filialen, im Rahmen der Abgabe des gesamten Supermarktsgeschäfts der Metro AG, an die Rewe Group verkauft. Zu diesem Zeitpunkt betrieb man acht Filialen in der Stadt, die vorerst als Bolle-Märkte weitergeführt und dann schließlich alle bis Ende 2011 auf Rewe umgeflaggt wurden. Im Juni 2011 bestanden nur noch drei von einem Rewe-Kaufmann geführte Märkte, in Kladow (Sakrower Landstraße), Spandau (Schönwalder Straße) und Staaken (Brunsbütteler Damm). Auch diese Märkte wurden bis Ende 2011 auf Rewe umgeflaggt.

## Logo
Das „O“ im Logo von Bolle enthielt einen stilisierten Milchmann („Bimmel-Bolle“), der sich wiederum aus den Buchstaben B, O, L, L und E zusammensetzte.

## Sonstiges
- Der Gassenhauer Bolle reiste jüngst zu Pfingsten geht nicht auf die Kutscher der bis zu 250 Bolle-Wagen zurück, sondern ist älter. Auch der Begriff Bolle (Zwiebel, Strumpfloch oder mundartlich auch Kind) war bereits zuvor als Spitzname verbreitet. Als solcher erhielt der Begriff allerdings eine neue Popularität, als die Kutscher ebenfalls Bolle genannt wurden und sich mit dem Spitznamen ein Image verband.
- Im Spielfilm Lola rennt überfällt Manni (eine der Hauptfiguren, gespielt von Moritz Bleibtreu) eine Bolle-Filiale (Berlin-Charlottenburg: Osnabrücker/Tauroggener Straße), um 100.000 Mark zu erbeuten. Eigentlich war diese zu jener Zeit bereits eine Spar-Filiale (ab dem 1. Januar 2007: Edeka). Ende 2022 wurde das Gebäude abgerissen, an seiner Stelle entsteht ein Neubau.[31]
- Seit dem Frühjahr 2009 befindet sich am ehemaligen Bolle- und heutigen Rewe-Standort in der Sakrower Landstraße in Berlin-Kladow ein Schaukasten mit Gegenständen, die an die Zeit von Bolle erinnern. Unter anderem ist dort ein Pferde-Milchwagen ausgestellt. Die Errichtung der Vitrine kostete 50.000 Euro, wurde von Sponsoren finanziert und vom ehemaligen Bolle-Geschäftsführer Reimer Nestler initiiert.[32]